# خوسيه ميغيل مورينو
خوسيه ميغيل مورينو (بالإسبانية: José Miguel Moreno)‏ هو عازف الغيتار الكلاسيكي وعازف قيثارة وموسيقي إسباني، ولد في 1955 في مدريد في إسبانيا.

## وصلات خارجية
- خوسيه ميغيل مورينو على موقع ميوزك برينز (الإنجليزية)
- خوسيه ميغيل مورينو على موقع أول ميوزيك (الإنجليزية)
- خوسيه ميغيل مورينو على موقع ديسكوغز (الإنجليزية)